# Щенсна (Мазовецьке воєводство)
Щенсна (пол. Szczęsna) — село в Польщі, у гміні Груєць Груєцького повіту Мазовецького воєводства.
Населення — 301 особа (2011).
У 1975-1998 роках село належало до Радомського воєводства.

## Демографія
Демографічна структура станом на 31 березня 2011 року:
|          | Загалом | Допрацездатний вік | Працездатний вік | Постпрацездатний вік |
| -------- | ------- | ------------------ | ---------------- | -------------------- |
| Чоловіки | 141     | 21                 | 106              | 14                   |
| Жінки    | 160     | 34                 | 98               | 28                   |
| Разом    | 301     | 55                 | 204              | 42                   |